# Gustaf Nordin
Gustaf Nordin, född 1871 i Stockholm, död 1961 i Paris, var en svensk kanotist och sjukgymnast. Nordin genomförde en tidig, mycket uppmärksammad, expedition med sin kanot ”Svea” då han 1905 paddlade från Stockholm till Paris. 

## Kanotfärden Stockholm – Paris 1905

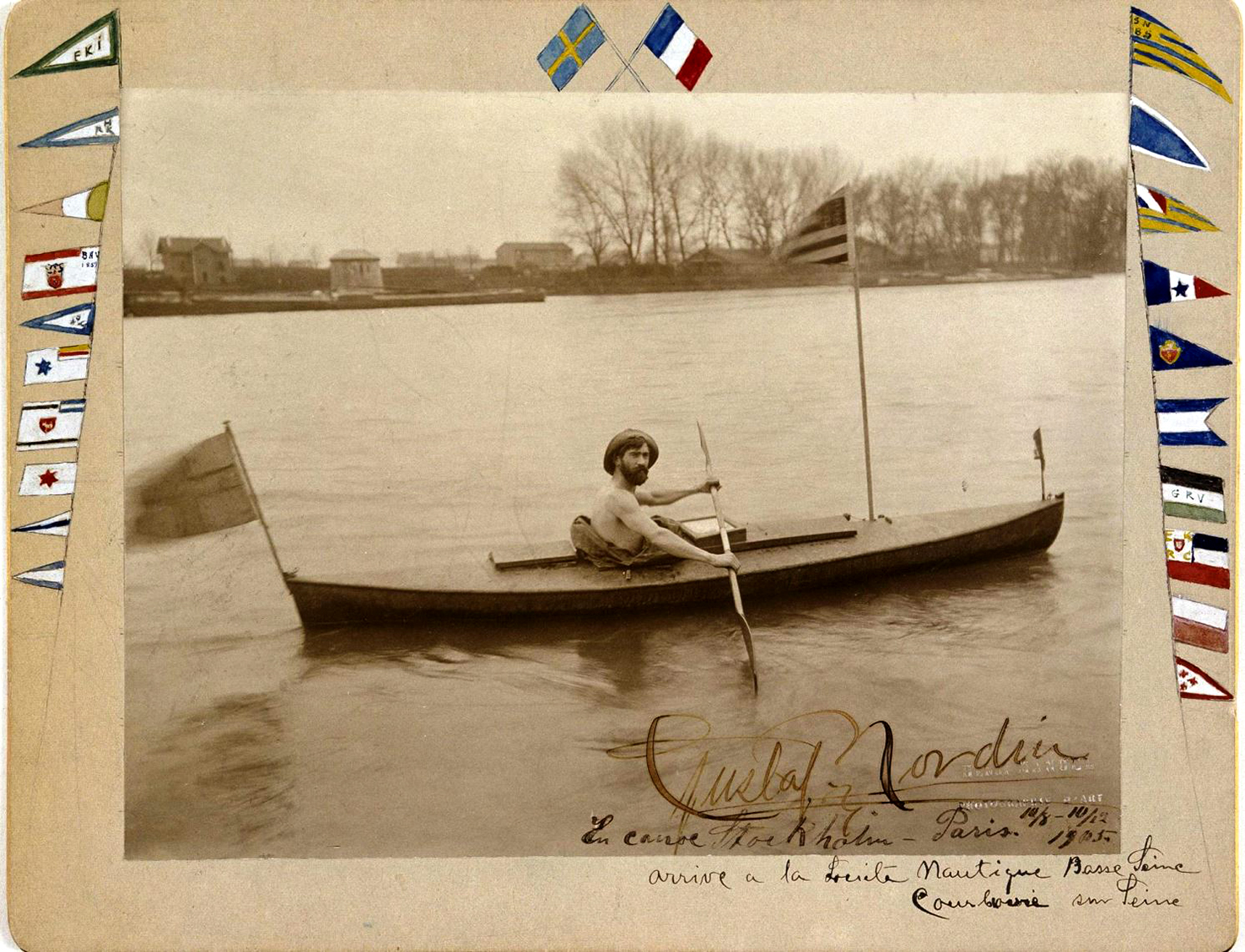
Gustaf Nordin når Paris på sin färd från Stockholm, december 1905

Nordin var medlem i Sveriges äldsta kanotförening, den då fem år gamla Föreningen för Kanot-Idrott (FKI), när han i augusti 1905 begav sig mot Paris. Orsaken var att Nordin ville demonstrera fördelarna med en vegetarisk livsstil utan kaffe, alkohol eller tobak.
Svea var 4 meter lång och 70 cm bred. Kanoten var byggd med träspant och kanvas, och var utrustad med ett litet hjälpsegel.
Nordin lämnade Stockholm den 10 augusti 1905 med 25 svenska kronor, oljedräkt och flanelltröja. Via Göta kanal nådde han Göteborg och följde den svenska kusten tills han korsade Öresund vid Helsingör. Han passerade Stora Bält under storm, och nådde Kielkanalen i Tyska riket. Sedan följde Nordin till stor del kanalsystemet genom Tyskland, Nederländerna, Belgien och Frankrike. Den 10 december nådde Nordin Paris. I Courbevoie mottogs han av de lokala roddföreningarna. En stor publik jublade när han  landsteg vid Pont de l'Alma i centrala Paris. Resan fick stor publicitet och väckte intresset för paddling och kanoter i Frankrike. 
Resan påbörjades sent på året och Nordin hejdades flera gånger av is och täta snöfall. En månad av resan ägnades åt att vänta på bättre väder. Den längsta dagsetappen var 100 km. Under sin resa passerade Nordin fem stora sjöar, fyra öppna hav, sju floder, tretton kanaler och omkring trehundra slussar. Totalt paddlade Nordin cirka 3000 kilometer.

## Biografi
Nordin föddes i Stockholm, men flyttade vid elva års ålder till Finland. Han levde även i USA. I sin ungdom arbetade han bland annat som kock, sjukvårdare och betjänt innan han i USA utbildade sig till massör. 
Efter sin ankomst till Paris stannade Gustaf Nordin i staden. Han gifte sig med Fernande Fruchier, dotter till senator Raoul Fruchier, och arbetade som massör till mycket hög ålder.